# Robert Poetzelberger

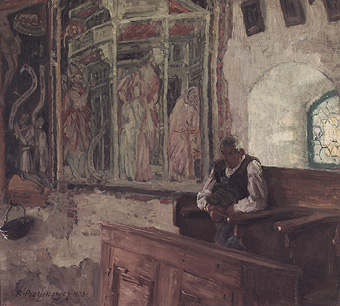
Robert Poetzelberger: Aus einem Kirchlein im Passeiertal

Robert Poetzelberger (* 9. Juni 1856 in Wien; † 2. August 1930 auf der Insel Reichenau, Bodensee) war ein österreichischer Maler, Bildhauer und Kunstprofessor.

## Leben
Robert Poetzelberger, Sohn eines Buchhändlers, studierte von 1874 bis 1878 an der Akademie der bildenden Künste in Wien und unternahm danach 1879 eine Italienreise. 1880 setzte er sein Studium bei Ludwig Löfftz an der Akademie der Bildenden Künste in München fort. Schon in seiner Münchner Zeit gab er Unterricht im Zeichnen und Malen, darunter 1885 seinem Stiefbruder Leo Putz. Seit 1892 hatte er eine Professur an der Großherzoglich Badischen Kunstschule Karlsruhe inne. Im Jahre 1899 wechselte er, zeitgleich mit Carlos Grethe und Leopold von Kalckreuth, an die damalige Kunstschule Stuttgart (Nachfolge Ludwig Herterich), wo er 1926 in den Ruhestand trat.
Poetzelbergers Malerei war sehr akademisch geprägt und beeinflusst vom französischen Impressionismus. Neben seiner Genre- und Landschaftsmalerei stellte er auch Lithografien her.
Sein Sohn Oswald Poetzelberger war ebenfalls Maler.
Robert Poetzelberger war Mitglied im Deutschen Künstlerbund und im Jahre 1896 Mitbegründer des Karlsruher Künstlerbundes. Eine von ihm 1904 für das Familiengrabmal der Heilbronner Industriellenfamilie Hagenbucher gestaltete Pietà befindet sich seit 1953 im Heilbronner Ehrenfriedhof.

## Schüler (Auswahl)
- Willi Baumeister – Stuttgart
- Alf Bayrle – Stuttgart
- Wilhelm Bartsch – Karlsruhe
- Otto Baum – Stuttgart
- August Blepp – Stuttgart
- Erwin Broner – Stuttgart
- Rudolf Cammisar – Stuttgart
- Els Daniel-Stroh – Stuttgart
- Hermann Daur – Karlsruhe
- Adolf Fleischmann – Stuttgart
- Fritz Flinte – Stuttgart
- Konrad Ferdinand Edmund von Freyhold – Karlsruhe
- Tell Geck – Stuttgart
- Theodor Georgii – Stuttgart
- Robert Haag – Biberach
- Manfred Henninger – Stuttgart
- Otto Hettner – Karlsruhe
- Karl Hofer – Karlsruhe
- Ulrich Hübner – Karlsruhe
- Max Kahlke – Stuttgart
- Walter Kohler – Stuttgart
- Wilhelm Laage – Stuttgart
- Carl Langhein – Karlsruhe
- Friedrich Mißfeldt – Karlsruhe
- Michaela Pfaffinger – München
- Ivo Puhonny – Karlsruhe
- Wilhelm Schäffer – Stuttgart
- Paul Scheffer – Karlsruhe
- Alois Schenk – Stuttgart
- Ernst Schleith – Karlsruhe, Meisterschüler
- Curt Siegel – Stuttgart
- Walter Strich-Chapell – Karlsruhe
- Els Stroh – Stuttgart
- Emil Rudolf Weiß – Karlsruhe
- Theodor Werner – Stuttgart
- Gustav Adolf Thomann – Karlsruhe